# Trapani Calcio 1995-1996
Questa pagina raccoglie i dati riguardanti il Trapani Calcio nelle competizioni ufficiali della stagione 1995-1996.

## Stagione
Nella stagione 1995-1996 l'Associazione Sportiva Trapani disputò il campionato di Serie C1, raggiungendo il 14º posto.

## Divise e sponsor
I colori sociali dell'Associazione Sportiva Trapani sono il granata ed il bianco.
| Casa | Trasferta |

## Rosa[1]
| N. |                   | Ruolo | Calciatore           |
| -- | ----------------- | ----- | -------------------- |
|    | Italia (bandiera) | P     | Giovanni Guaiana     |
|    | Italia (bandiera) | P     | Simone Massaro       |
|    | Italia (bandiera) | P     | Fabrizio Calattini   |
|    | Italia (bandiera) | D     | Alessio Ballanti     |
|    | Italia (bandiera) | D     | Castrenze Campanella |
|    | Italia (bandiera) | D     | Mattia Esposito      |
|    | Italia (bandiera) | D     | Luigi Martinelli     |
|    | Italia (bandiera) | D     | Simone Airoldi       |
|    | Italia (bandiera) | D     | Vito Incrivaglia     |
|    | Italia (bandiera) | D     | Filippo Cavataio     |
|    | Italia (bandiera) | C     | Roberto Marta        |
|    | Italia (bandiera) | C     | Vincenzo Italiano    |
|    | Italia (bandiera) | C     | Carmelo Formisano    |

| N. |                   | Ruolo | Calciatore              |
| -- | ----------------- | ----- | ----------------------- |
|    | Italia (bandiera) | C     | Ulisse Di Pietro        |
|    | Italia (bandiera) | C     | Andrea Di Salvatore     |
|    | Italia (bandiera) | C     | Carmelo Bonarrigo       |
|    | Italia (bandiera) | C     | Vincenzo De Sio         |
|    | Italia (bandiera) | C     | Pasqualino Di Serafino  |
|    | Italia (bandiera) | C     | Giuseppe Castiglione    |
|    | Italia (bandiera) | C     | Rosario Cervillera      |
|    | Italia (bandiera) | A     | Roberto Simonetta       |
|    | Italia (bandiera) | A     | Corrado Cortesi         |
|    | Italia (bandiera) | A     | Alessio Frati           |
|    | Italia (bandiera) | A     | Gianfranco Campioli     |
|    | Italia (bandiera) | A     | Massimiliano Scichilone |

## Risultati

### Campionato

#### Girone di andata
| Arbitro: | Duccio Baglioni |

|                               |           |                    |
| De Sio 18’ Cortesi 59’ (rig.) | Marcatori | 50’ (rig.) Tatomir |

| Arbitro: | Matteo Apricena (Firenze) |

|  |           |             |
|  | Marcatori | 21’ Cortesi |

| Erice 10 settembre 1995 3ª giornata | Trapani              | 0 – 0 | Turris | Stadio Polisportivo Provinciale (3.500 spett.)\| Arbitro: \| Alessandro Mandolito \| |
| Arbitro:                            | Alessandro Mandolito |       |        |                                                                                      |

| Arbitro: | Francesco Longo |

|               |           |  |
| Matticari 19’ | Marcatori |  |

| Arbitro: | Davide Ferrarini |

|             |           |  |
| Cortesi 10’ | Marcatori |  |

| Arbitro: | Diego Preschern |

|                          |           |  |
| Mirabelli 42’ Minuti 56’ | Marcatori |  |

| Nola 8 ottobre 1995 7ª giornata | Nola            | 0 – 0 | Trapani | Stadio Comunale Piazza d'Armi (800 spett.)\| Arbitro: \| Ottavio Piretti \| |
| Arbitro:                        | Ottavio Piretti |       |         |                                                                             |

| Arbitro: | Sergio Capozzi |

|                |           |              |
| Campanella 63’ | Marcatori | 16’ Civolani |

| Castellammare di Stabia 22 ottobre 1995 9ª giornata | Juventus Stabia    | 0 – 0 | Trapani | Stadio Romeo Menti (3.500 spett.)\| Arbitro: \| Gianluca Paparesta \| |
| Arbitro:                                            | Gianluca Paparesta |       |         |                                                                       |

| Arbitro: | Aniello Manganelli |

|  |           |            |
|  | Marcatori | 44’ Bonomi |

| Arbitro: | Nicola Ayroldi |

|                                           |           |                             |
| Casale 3’ Barbera 28’ Provenzano 34’, 72’ | Marcatori | 35’ Simonetta 84’ Formisano |

| Arbitro: | Franco Sirotti |

|               |           |           |
| Simonetta 83’ | Marcatori | 53’ Corvo |

| Arbitro: | Andrea Guiducci |

|                                |           |  |
| De Patre 8’ Francioso 14’, 74’ | Marcatori |  |

| Erice 2 dicembre 1995 14ª giornata | Trapani            | 0 – 0 | Atletico Catania | Stadio Polisportivo Provinciale (2.500 spett.)\| Arbitro: \| Giuliano Vendramin \| |
| Arbitro:                           | Giuliano Vendramin |       |                  |                                                                                    |

| Arbitro: | Mauro Alban |

|                      |           |  |
| Cortesi 4’ Frati 50’ | Marcatori |  |

| Arbitro: | Danilo Nucini |

|                           |           |  |
| Piccinno 29’ Quaranta 82’ | Marcatori |  |

| Arbitro: | Alessandro Sciamanna |

|             |           |  |
| Cortesi 90’ | Marcatori |  |

#### Girone di ritorno
| Chieti 6 gennaio 1996 18ª giornata | Chieti           | 0 – 0 | Trapani | Stadio Guido Angelini (1.200 spett.)\| Arbitro: \| Davide Ferrarini \| |
| Arbitro:                           | Davide Ferrarini |       |         |                                                                        |

| Arbitro: | Walter Tullio (Avezzano) |

|                      |           |  |
| De Sio 82’ Frati 89’ | Marcatori |  |

| Arbitro: | Roberto Rosetti |

|  |           |           |
|  | Marcatori | 67’ Marta |

| Arbitro: | Maurizio Cito |

|                  |           |              |
| Marta 89’ (rig.) | Marcatori | 2’ Matticari |

| Arbitro: | Carlo Angelo Luzi |

|                |           |  |
| Conticchio 44’ | Marcatori |  |

| Erice 25 febbraio 1996 23ª giornata | Trapani         | 0 – 0 | Ascoli | Stadio Polisportivo Provinciale (2.500 spett.)\| Arbitro: \| Matteo Apricena \| |
| Arbitro:                            | Matteo Apricena |       |        |                                                                                 |

| Arbitro: | Paolo Bertini |

|                                      |           |  |
| Marta 25’ Zago (A) 69’ Simonetta 89’ | Marcatori |  |

| Acireale 10 marzo 1996 25ª giornata | Acireale       | 0 – 0 | Trapani | Stadio Tupparello (2.300 spett.)\| Arbitro: \| Franco Sirotti \| |
| Arbitro:                            | Franco Sirotti |       |         |                                                                  |

| Arbitro: | Luciano Fausti |

|             |           |                           |
| Cortesi 32’ | Marcatori | 10’ Bachini 43’ Colavitto |

| Arbitro: | Duccio Baglioni |

|                             |           |                         |
| Bonomi (R) 65’ Verolino 71’ | Marcatori | 30’, 75’ (rig.) Cortesi |

| Arbitro: | Ottavio Piretti |

|  |           |             |
|  | Marcatori | 71’ Barbera |

| Ischia 14 aprile 1996 29ª giornata | Ischia Isolaverde    | 0 – 0 | Trapani | Stadio comunale Vincenzo Mazzella (2.000 spett.)\| Arbitro: \| Massimiliano Saccani \| |
| Arbitro:                           | Massimiliano Saccani |       |         |                                                                                        |

| Arbitro: | Stefano Calabrese |

|              |           |            |
| Esposito 26’ | Marcatori | 74’ Luceri |

| Arbitro: | Ugo Pizzini |

|              |           |  |
| Calvaresi 2’ | Marcatori |  |

| Arbitro: | Roberto Rosetti |

|                                   |           |  |
| Benetti 55’ Putelli 55’, 62’, 70’ | Marcatori |  |

| Arbitro: | Vincenzo Sputore |

|                        |           |                          |
| Frati 4’ Di Pietro 31’ | Marcatori | 55’ Cancelli 88’ Cicconi |

| Arbitro: | Marco Malatesta |

|            |           |                        |
| Limetti 1’ | Marcatori | 84’ (aut.) De Ruggiero |

#### Play-out
| Arbitro: | Ottavio Piretti |

|                     |           |  |
| De Carolis 45’, 73’ | Marcatori |  |

| Arbitro: | Gambino |

|                       |           |  |
| Airoldi 53’ Marta 83’ | Marcatori |  |

### Coppa Italia

#### Primo turno
| Erice 20 agosto 1995                                         | Trapani   | 1 – 1 5–6 (rig.) | Reggina | Stadio Polisportivo Provinciale |
| \| \| \| \| \| Di Pietro 38’ \| Marcatori \| 68’ La Spada \| |           |                  |         |                                 |
|                                                              |           |                  |         |                                 |
| Di Pietro 38’                                                | Marcatori | 68’ La Spada     |         |                                 |

## Statistiche

### Statistiche di squadra
|  |     | Classifica Girone B | Pt | G  | V  | N  | P  | GF | GS |
|  | --- | ------------------- | -- | -- | -- | -- | -- | -- | -- |
|  | 13. | Savoia              | 42 | 34 | 10 | 12 | 12 | 30 | 33 |
|  | 14. | Trapani             | 39 | 34 | 8  | 15 | 11 | 25 | 32 |
|  | 15. | Juve Stabia         | 33 | 34 | 5  | 18 | 11 | 30 | 36 |